# 巴亞馬雷
巴亞馬雷（羅馬尼亞語：Baia Mare，羅馬尼亞語：[ˈbaja ˈmare] ⓘ，瑙吉巴尼奥）是位於羅馬尼亞特蘭西瓦尼亞地區的一個城市。是馬拉穆列什縣的首府所在地。巴亞馬雷是羅馬尼亞人口第17大城市。